# Bruce Beutler
Bruce Alan Beutler (Chicago, Illinois, SAD, 29. prosinca 1957.) američki je imunolog i genetičar. Zajedno s Julesom Hoffmannom osvojio je polovicu Nobelove nagrade za fiziologiju ili medicinu 2011. godine za njihova otkrića koja se tiču aktivacije urođenog imuniteta. Druga polovica nagrade otišla je Ralphu Steinmanu za njegovo otkriće dendritičkih stanica i njihove uloge u adaptivnoj imunosti.

## Vanjske poveznice
- Profil na službenim stranicama Nobelove nagrade
- Životopis na službenim stranicama Nobelove nagrade